# Khâu Tinh
Khâu Tinh là một xã thuộc huyện Na Hang, tỉnh Tuyên Quang, Việt Nam.
Xã Khâu Tinh có diện tích 85,45 km², dân số năm 2006 là 1.159 người, mật độ dân số đạt 14 người/km².